# Викрадена дитина міс Фейн
«Викрадена дитина міс Фейн» англ. Miss Fane's Baby Is Stolen — американська драма режисера Александра Холла 1934 року.

## Сюжет
Незважаючи на драматичні елементи історії дитячого викрадення, загальний тон фільму змішує комедію і драму. Мадлен Фейн — зайнята і успішна актриса, яка відчайдушно присвячена своєму дворічному сину. Одного разу, маленький Майкл зникає зі свого ліжечка…

## У ролях
- Доротеа Вік — міс Мадлен Фейн
- Еліс Брейді — Моллі Прентісс
- Бейбі Лерой — Майкл Фейн
- Вільям Фроулі — капітан Мерфі
- Джордж Барб'є — МакКріді
- Алан Гейл — Сем
- Джек Ла Ру — Берт
- Дороті Берджесс — Дотті
- Флоренс Робертс — Агнес
- Ірвінг Бейкон — Джоел Прентісс